# Classe Emerald
Pour les autres classes de navires du même nom, voir Classe E.
La classe Emerald (ou classe E) est une classe de deux croiseurs légers de la Royal Navy construite après la fin de la Première Guerre mondiale et en service à la Seconde Guerre mondiale.

## Conception
Cette classe a été conçue  par rapport à la précédente classe Danae, avec une augmentation de la longueur pour recevoir un plus lourd armement et le doublement de la puissance pour être équivalente à celle des croiseurs allemands.

## Unités
| Nom            | N° Coque | Chantier                                              | Lancement        | Service effectif           | Fin de service                        | Photo |
| -------------- | -------- | ----------------------------------------------------- | ---------------- | -------------------------- | ------------------------------------- | ----- |
| HMS Emerald    | D66      | Armstrong Whitworth, Newcastle upon Tyne              | 19 mai 1920      | 14 janvier 1926            | 23 juin 1948- vendu pour la ferraille |       |
| HMS Enterprise | D52      | John Brown & Company, Clydebank                       | 23 décembre 1919 | 7 avril 1926               | 21 avril 1946-vendu pour la ferraille |       |
| HMS Euphrates  |          | Fairfield Shipbuilding and Engineering Company, Govan | 1918             | Annulé le 26 novembre 1918 |                                       |       |